# Арџента (Илиноис)
Арџента (енгл. Argenta) град је у америчкој савезној држави Илиноис.

## Демографија
По попису из 2010. године број становника је 947, што је 26 (2,8%) становника више него 2000. године.
| Група             | 2000.       | 2010.       |
| Белци             | 914 (99,2%) | 921 (97,3%) |
| Афроамериканци    | 1 (0,1%)    | 7 (0,7%)    |
| Азијати           | 0 (0,0%)    | 1 (0,1%)    |
| Хиспаноамериканци | 1 (0,1%)    | 4 (0,4%)    |
| Укупно            | 921         | 947         |